# Aeroporto di Pokhara
L'aeroporto di Pokhara (IATA: PKR, ICAO: VNPK) è stato un aeroporto nazionale nepalese che serviva la città di Pokhara, importante centro del Nepal. L'aeroporto di Pokhara è stato gradualmente sostituito dal terzo aeroporto internazionale del Nepal, l'aeroporto Internazionale di Pokhara, nel 2023. Mentre la maggior parte delle operazioni sono state trasferite al nuovo aeroporto il 1º gennaio 2023, le operazioni STOL per Jomsom sono ancora gestite da questo aeroporto.

## Storia
L'aeroporto è stato fondato il 4 luglio 1958 dall'Autorità per l'aviazione civile del Nepal. Fino agli anni 2010 offriva collegamenti regolari con Kathmandu e Jomsom e collegamenti stagionali con Manang. Nel 2011, Buddha Air, una compagnia aerea privata nepalese, ha avviato voli internazionali da Pokhara verso l'aeroporto Internazionale Chaudhary Charan Singh di Lucknow, in India, e ha annunciato l'intenzione di volare in futuro verso l'aeroporto Internazionale Indira Gandhi di Nuova Delhi. Tuttavia questi voli internazionali sono stati interrotti poco dopo.
Alla fine degli anni 2010, l'Airpot di Pokhara è diventato il secondo hub nazionale del Nepal, gestendo i voli verso varie province.
Nel 2023, l'aeroporto sarà gradualmente sostituito dall'Aeroporto Internazionale di Pokhara.

## Strutture
Il piazzale dell'aeroporto è relativamente piccolo e può gestire solo otto aerei a elica alla volta. L'aeroporto di Pokhara è un aeroporto di deviazione per l'aeroporto principale del Paese, a Kathmandu, in caso di problemi come la nebbia. A causa della pista corta e del piazzale affollato, i voli devono spesso essere dirottati su aeroporti terzi con piste ancora più corte.

## Incidenti
- 16 febbraio 2014: il volo Nepal Airlines 183 è precipitato poco dopo il decollo per un volo da Pokhara all'aeroporto di Jumla. Lo schianto, dovuto al maltempo, ha provocato la morte di tutti i 18 passeggeri a bordo.[6]